# ايغون زيل
ايغون زيل (و. 1906 – 1974 م) هو ضابط، وconcentration camp guard ‏ من الإمبراطورية الألمانية، وألمانيا النازية، وألمانيا الغربية، ولد في بلاوين، كان عضوًا في الحزب النازي، كان عضوًا في كتيبة العاصفة، وشوتزشتافل، توفي في داخاو، عن عمر يناهز 68 عاماً.